# For Those About to Rock (We Salute You)
For Those About to Rock (We Salute You) è un brano degli AC/DC, pubblicato dall'etichetta discografica Atlantic Records il 22 marzo 1982 come primo singolo estratto dall'album For Those About to Rock We Salute You, in abbinamento a Let There Be Rock come Lato B.

## Brano
La canzone, benché usata come introduzione sia all'album che al rispettivo tour, è stata usata nei concerti e nei Live come ultimo brano per usare il We Salute You come saluto d'addio ai fan. Nel video della canzone, come negli altri video dell'album, si vede la band suonare in un live.

## Tracce
1. For Those About to Rock (We Salute You)
2. Let There Be Rock

## Formazione
- Brian Johnson - voce
- Angus Young - chitarra solista
- Malcolm Young - chitarra ritmica
- Cliff Williams - basso
- Phil Rudd - batteria